# Campeonato Paulista 1945
In 1945 werd het 44ste Campeonato Paulista gespeeld voor clubs uit de Braziliaanse staat São Paulo. De competitie werd gespeeld van 1 april tot 7 oktober. São Paulo werd kampioen.

## Eindstand
| Plaats | Club                | Wed. | W  | G | V  | Saldo | Ptn. |
| ------ | ------------------- | ---- | -- | - | -- | ----- | ---- |
| 1.     | São Paulo           | 20   | 17 | 2 | 1  | 70:20 | 36   |
| 2.     | Corinthians         | 20   | 14 | 3 | 3  | 56:24 | 31   |
| 3.     | Palmeiras           | 20   | 11 | 7 | 2  | 47:17 | 29   |
| 4.     | Portuguesa          | 20   | 10 | 5 | 5  | 44:22 | 25   |
| 5.     | Jabaquara           | 20   | 9  | 2 | 9  | 48:65 | 20   |
| 6.     | Santos              | 20   | 8  | 2 | 10 | 34:46 | 18   |
| 7.     | Ypiranga            | 20   | 8  | 1 | 11 | 37:44 | 17   |
| 8.     | São Paulo Railway   | 20   | 6  | 2 | 12 | 37:52 | 14   |
| 9.     | Juventus            | 20   | 5  | 2 | 13 | 34:45 | 12   |
| 10.    | Comercial           | 20   | 4  | 3 | 13 | 32:60 | 11   |
| 11.    | Portuguesa Santista | 20   | 2  | 3 | 15 | 23:69 | 7    |

|  | Kampioen |

### Kampioen
| Campeonato Paulista de 1945   |
| São Paulo                     |
| ----------------------------- |
| SÃO PAULO Kampioen (3° titel) |

## Topschutter
| Speler            | Speler     | Goals | Club              |
| ----------------- | ---------- | ----- | ----------------- |
| Vlag van Brazilië | Servilio   | 17    | Corinthians       |
| Vlag van Brazilië | Passarinho | 17    | São Paulo Railway |